# 세계의상페스티벌
세계의상페스티벌은 사단법인 한문화진흥협회에서 해마다 주관하고 있으며 약 60개국 주한대사 및 외교관들이 직접 참여하는 국내 최대 규모의 세계 패션문화외교 행사로서 한복과 세계 각국의 복식문화 교류를 통하여 서로의 문화를 존중하고 이해함으로 국가간 우호를 증진시키는 국제적인 문화행사이다.
제1부에서는 대사 및 외교관들이 한복을 입고 직접 무대에서 런웨이를 하며 한복의 우아함과 편안함을 체험하고 한복의 우수성을 전 세계에 알리게 된다. 제2부에서는 대한민국 한복모델 선발대회에서 선발된 모델들의 한복패션쇼를 통하여 한복의 아름다움을 널리 알리게 되며, 제3부에서는 대사 및 외교관들이 자국의 전통의상을 입고 무대에서 세계 각국의 고유 의상을 소개하게 된다.
세계의상페스티벌은 한복의 세계화에 기여함은 물론이고 우리의 아름다운 문화를 통해 대한민국 국격 제고에 기여하는 행사이고, 세계 각국의 복식문화를 한 자리에서 감상할 수 있는 국내 최고의 국제 문화교류 행사 중 하나이다. 세계의상페스티벌에서 소개되는 모든 한복은 대한민국 한복외교사절단에서 제작하며, 총연출은 국제의전・국제행사 전문가인 한문화외교사절단 정사무엘 단장이 맡고 있다.